# Tombola (Marina Živković)
Tombola är Marina Živkovićs fjärde studioalbum som släpptes år 2000, via JVP.

## Låtlista
1. Zdravo za gotovo
2. Nemaš sreće sa ženama
3. Sačma
4. Iste oči isto sve
5. Godine prolaze
6. Hajde daj mi dlan
7. Tombola
8. Pomozite meni
9. Iskren budi
10. Kakve sam to sreće ja